# 조선민주주의인민공화국의 경제
조선민주주의인민공화국의 경제는 고전적인 사회주의 경제체제로 같은 사회주의 국가인 중화인민공화국이나 쿠바보다 더 중앙집권화·일원화된 계획경제체제이다.
일본 지배 당시 각종 산업시설이 한반도 북부 지역에 집중되어 있었으며, 풍부한 천연자원이 있었다는 점은 북한에게 유리한 조건을 제공했다. 그러나 한국 전쟁의 여파로 8천 7백 개의 공장기업소가 파괴되면서 전쟁 직후 공업생산은 1949년의 64%로 줄어들었다. 1954년 이후 북한은 경제 재건에 착수하였다. 1957년 제1차 경제개발 5개년 계획을 실시하였으며, 이에 더해 1958년 천리마 운동을 병행하여 1960년대에 8% 경제 성장을 이루었다. 북한은 남한과의 대치상황에서 우위를 점하고자 지속적으로 중공업을 육성하였고 실제로 1982년까지 경제적으로 남한의 우위에 있었다. 1986년 이후에는 경공업 및 농업의 동시 발전 노선을 채택하였다. 그러나 1989년에 이르러서 북한은 점화하고 있는 동유럽 사회주의권의 혼란 속에서 합리적인 중간재 거래처를 구하는 데 커다란 난항을 겪었다. 뒤이어 일어난 1991년 소비에트 연방의 해체, 경제 제재의 심화로 인한 고립화, 1995년 대홍수로 인해 원료 공급 기반이 붕괴되어 공장가동률이 급격히 하락하게 되었다. 결과적으로 소비재와 이를 생산하는 생산수단에서 모두 대한민국에 뒤쳐지고 말았다.
오늘날 조선민주주의인민공화국의 상의 수익은 내수를 통해 이루어진다.

## 역사

### 1953년 ~ 1956년, 반대파 제거

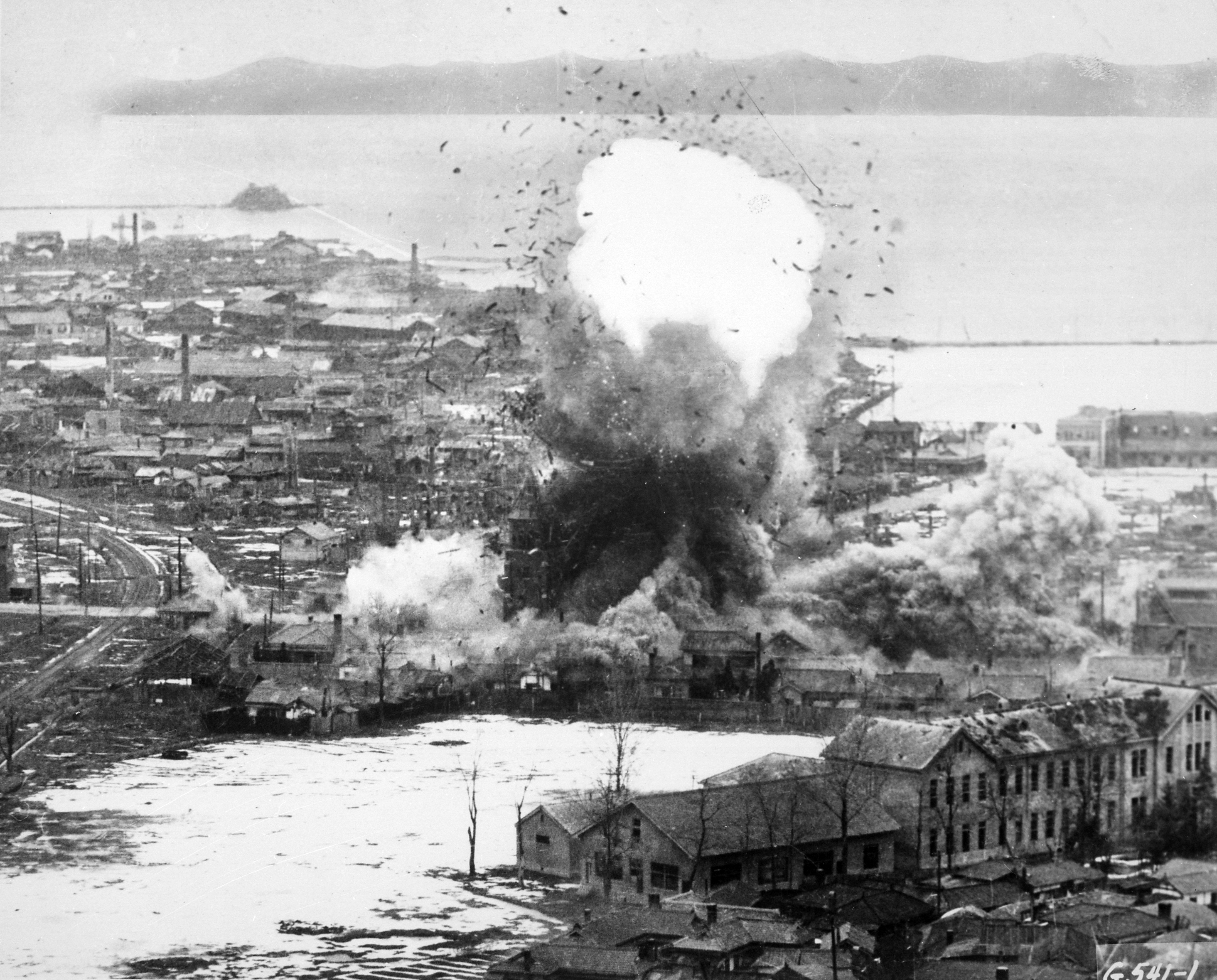
1951년, 한국전쟁 중 폭격을 받는 원산의 항구

한국 전쟁 이후 산업 기반이 파괴된 상황에서 경제발전의 방향은 공업화로 맞춰졌고 공업화의 기본 방향은 중공업 육성 정책이었다. 김일성은 1953년 8월 5일부터 8월 6일까지 열린 노동당 중앙위 제6차 전원회의에서 중공업 우선주의를 내용으로 하는 《중공업우선의 경공업·농업 동시발전노선》과 《농업협동화》실시를 제기하였다. 이때 중공업과 경공업, 농업의 투자 비율은 4 : 1 : 1의 비율로 중공업에 집중적으로 투자되는 상황이었다.
하지만 이런 중공업 우선 정책은 연안파와 소련파의 반대에 부딪혔다. 1956년 8월 30일 제3기 전원회의에서는 최창익, 박창옥, 윤공흠 등이 김일성의 중공업 우선 노선을 비판했다. 최창익은 중공업 집중 투자를 비판하고 경제계획을 개편할 것을 촉구하였다. 서휘는 직업 동맹과 노동자들이 기본적인 생활수준을 유지하기 위해서 정치적 자주성과 파업의 권리를 가져야 한다고 주장했다.
김일성이 소련과 동유럽으로 해외순방을 떠나자 연안파와 소련파는 김일성이 자신에 대한 개인숭배를 구축하려 한다는 이유로 합법적으로 김일성을 탄핵시키고 이를 소련이 허락해 줄 것을 부탁했다. 하지만 이는 김일성에게 발각되었고 이에 대한 대응을 준비할 수 있었다. 김일성은 자신이 처벌한 제3기 전원회의의 인물들을 복권하라는 중국과 소련의 압력에 순응할 수밖에 없었으나 결국 반김일성 진영에 대한 숙청을 감행한다.
김일성은 8월 종파 사건으로 반대파를 제거하고 중공업 우선 정책을 밀고나갈 수 있었다.

### 1957년 ~ 1976년, 《경제·군사 병진노선》

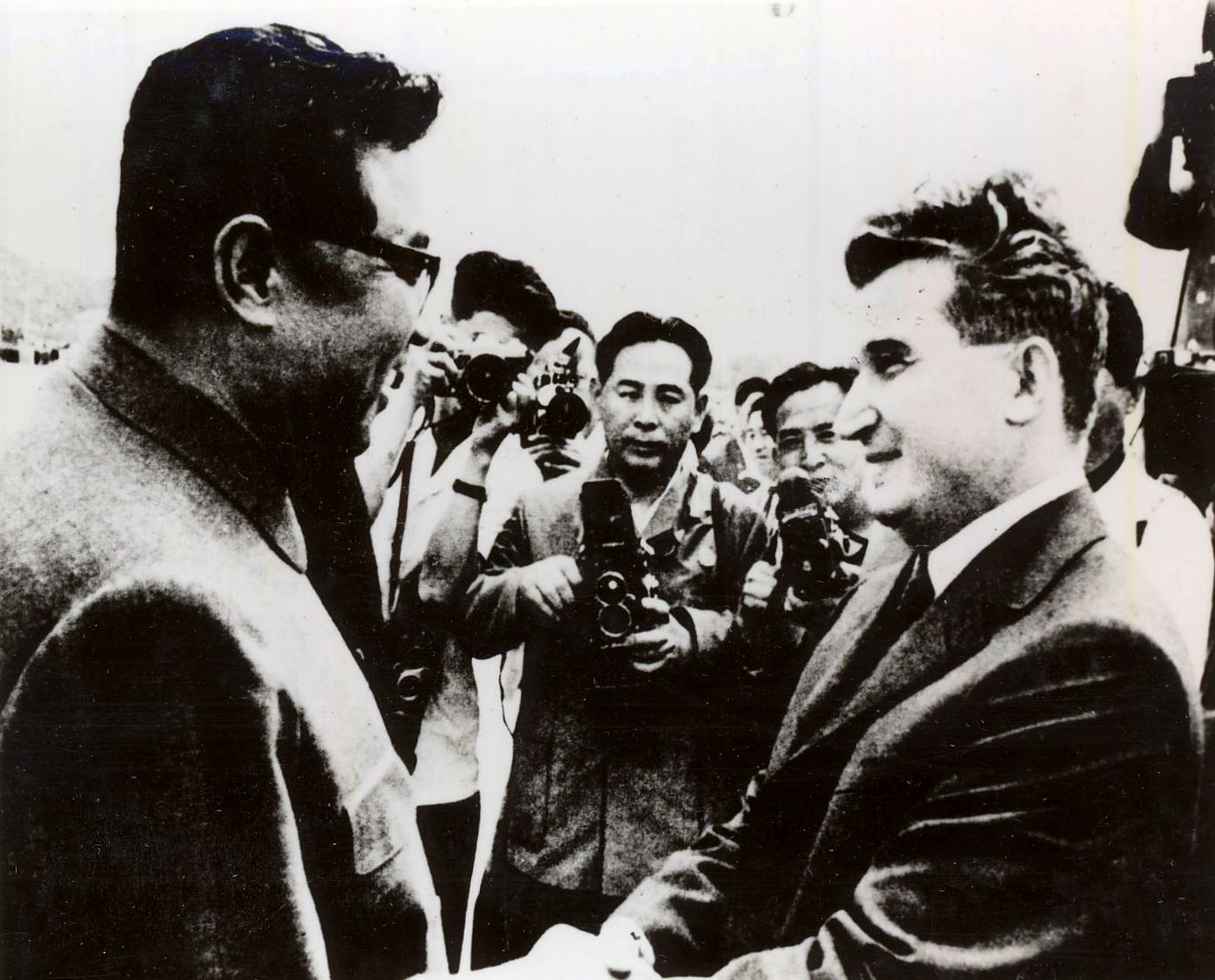
1971년 김일성과 만난 차우셰스쿠. 당시 안보상황의 급변으로 《경제·군사 병진노선》은 실패에도 계속 유지되었다.

1960년대 북한은 사회주의의 전면적 건설을 혁명 전략으로 내세우면서 중공업 우선발전 정책을 채택했다. 하지만 1961년 남한의 군사정권 등장, 1962년 쿠바 미사일 위기 및 중소분쟁의 표면화로 국제정세변화에 위기의식을 갖게 되면서 1962년 12월 《경제·군사 병진노선》을 처음으로 제시하였다. 이 시기 북한의 군사력 강화 정책의 방향은 군대의 간부화, 무장의 현대화, 군사진지의 요새화, 전인민의 무장화이다. 또한 1964년 미국이 베트남 전쟁에 본격적으로 개입하고1969년까지 중소 분쟁 1965년 한일국교정상화, 1966년 중화인민공화국의 문화 대혁명으로 인해 안보 상황이 위태로워지면서 공식적으로 《경제·군사 병진노선》을 채택하기에 이른다.
급격하게 30%의 과도한 군사비 지출은 7개년 계획의 실패를 낳았다. 이로 인해 경제 건설이 지체되었고 갑산파의 반대에 부딪히기도 하였다. 그러나 갑산파 또한 숙청되면서 갑산파의 《경제·군사 병진노선》 반대는 사실상 북한 내 마지막 집단적 문제제기가 되었으며 이로 인해 경제 전반적 위기가 심화되는 1990년대 초까지 경제발전전략의 진보를 기대하기는 어려워졌다.
북한은 《경제·군사 병진노선》의 채택을 계기로 투자율이 감소하고 그에 따라 계획기간을 3년 연장하는 등 심각한 경제침체를 겪게 된다. 북한은 스스로 《경제·군사 병진노선》의 실패를 인정하고 1971년 데탕트를 계기로 1972년 서방과의 교류를 확대하고 차관을 들이는 등 자립경제 노선을 완화했다. 하지만 북한의 열악한 생산능력과 대외신용은 외채의 증가로 이어졌다. 또한 제1차 석유파동로 인해 서방국가들이 비철금속에 대한 수입을 줄이자 북한의 수출은 감소하였다. 1974년 북한의 무역 적자 중 80%인 6억 6,700만 달러가 서방무역으로 인한 적자였다. 1976년 북한은 차관도입을 중지했고 채무 불이행 상태에 빠졌다. 수출확대 정책은 빈약한 생산능력으로 인해 1980년대에 들어 무역적자로 반전되었다.
1970년대 데탕트의 여파와 경제 성장의 부진에도 북한이 《경제·군사 병진노선》을 포기할 수 없었던 까닭은 1980년대 신냉전 상황과 무관하지 않다. 미국의 레이건 정권, 일본의 나카소네 정권, 영국의 대처 정권 등 보수정권의 등장은 한반도에서 한국, 미국, 일본의 삼각안보체제의 강화로 이어졌다. 박정희 정부는 총력안보체제로서 유신체제를 등장시키고 70년대 중반부터 국군 현대화계획에 착수, 국방력 강화에 나서는 한편 핵개발에 착수하였다. 이런 박정희 정부의 방향성은 1980년 등장한 전두환 정권이 이어받았다. 당시 한반도의 안보상황을 고려할 때 북한의《경제·군사 병진노선》은 그대로 유지되었을 가능성이 크다고 판단된다.

### 1977년 ~ 1993년, 경제개혁 및 개방과 실패
1973년에 설립된 연합기업소는 1985년 11월 조선로동당 중앙위원회 정치국회의에서 <연합기업소를 조직하여 정무원의 사업체계와 방법을 개선할 데 대하여>를 통해 전면적으로 도입되었고, 연합기업소는 공장과 기업소에 대한 직접적인 관리의 어려움으로 인해 이들을 묶어 관리 대상과 단계를 줄이기 위해 확대되었다.
이를 통해 연합기업소는 원자재 공급에서 있어 큰 역할을 맡게 되었다.
김일성은 당국과 연합기업소 뿐만 아니라 개별적인 공장과 기업소에도 개별적인 경영을 맡기는 독립채산제를 실시하는 것이 좋겠다는 의견을 밝히기도 했다.
독립채산제는 북한 지역에 공산주의 정부가 수립된 이후부터 소련의 독립채산제를 도입하여 실행하였으나, 독립채산제를 체계적으로 실행하지는 못하고 있었다.
1970년대 초 독립채산제는 국영기업뿐만 아니라 공업, 농업, 유통부문에 이르기까지 확대 실시되었다. 그리고 1970년대 중반부터 연합기업소에 대하여 이중 독립채산제를 실시하였는데, 이중 독립채산제는 연합기업소에 경영을 맡기는 동시에 연합기업소에 속하는 공장기업소에게도 경영을 분담하는 제도였다.
1984년 북한은 합영법 제정으로 외채부담이 적은 외국과의 합영사업을 추진하려고 했다. 하지만 조총련계 기업이나 구소련 기업과의 합작에는 어느 정도 성과가 있었으나 서방 기업과의 합작에는 거의 실패한 것으로 나타난다. 합영법을 통한 외국자본의 유치노력이 실패한 이유는 낮은 대외신용도와 투자환경의 미성숙, 남북한간의 긴장상태 지속으로 인한 투자심리의 위축 등으로 들 수 있다. 특히 심각한 문제는 경공업과 농업의 생산 결과물인 생필품과 식량의 부족이었다. 이에 북한 정부는 〈8·3 인민소비품 창조운동〉와 같은 물질적 자극이나 지역별 관리체계로의 전환, 연합기업소의 도입, 독립채산제 강화 같은 분권화 및 물적 인센티브 도입 조치를 취한다. 생필품 공급부족과 시장화의 추세 속에서 1980년대 후반 중공업우선주의 전략에 변화의 징조가 나타나기 시작했다. 1988년 농사제일주의, 수출제일주의가 중점 사항의 하나로 거론되고 1989년을 경공업의 해로 정하고 경공업발전 3개년계획을 추진하는 등 농업, 무역, 경공업을 강조하기 시작하였다.
1991년에는 무역 분야에서도 개혁적 조치가 취해지고 새로운 무역체계가 등장하기에 이러하여 이제 도는 대외경제위원회는 물론 생산을 담당한 위원회, 부, 도에 무역회사를 설치하여 스스로 무역을 수행할 수 있도록 하였다. 즉 생산을 담당하는 정무원 산하의 부, 위원회, 그리고 지역의 행정단위인 도에 대외무역권한이 위임되었다고 할 수 있으며 새로운 무역체계하에서 위원회, 부, 도가 자신의 부문, 지방에서 생산한 물건을 직접 팔고 또한 필요한 물건을 직접 사게 되어 있다. 수출뿐만 아니라 수입도 인정하고 있으며 더욱이 각 지방의 생산능력과 자연경제적 조건을 검토하고 수출입계획을 세워 자기가 세운 무역계획에 따라 무역계약을 체결할 수 있다.

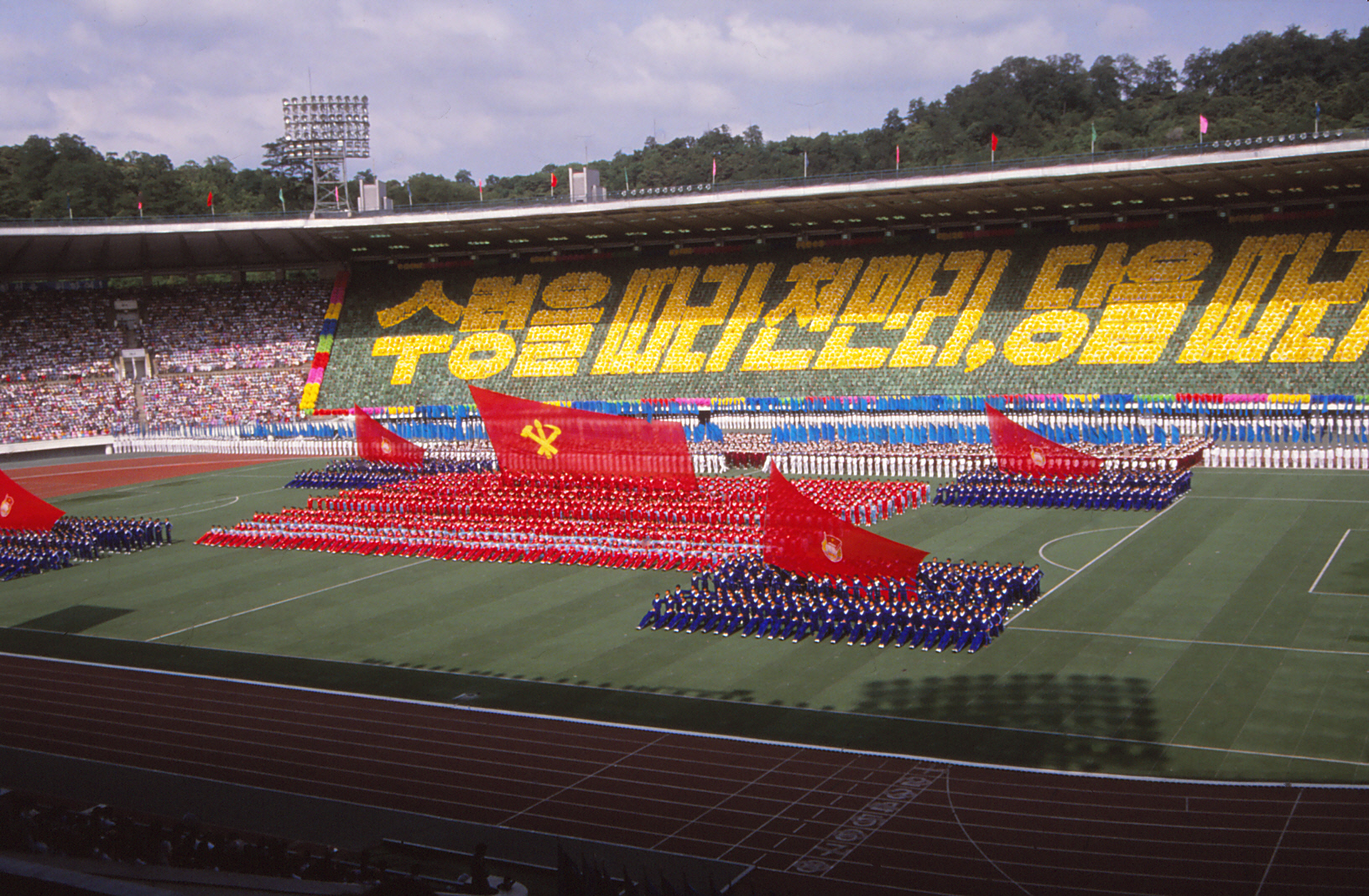
1989년 평양세계청년대축전의 제막식

그러나 소련과 중국의 개혁바람에 대한 위기감과 제13차 세계청년학생축전을 위한 무리한 동원, 지원성 무역의 급증 등으로 인해 1986년부터 개혁은 점차 둔화되었다. 특히 소련으로부터의 원자재 공급과 같은 지원성 무역의 증가는 결과적으로 개혁 의지를 약화시키고 대외 의존도를 높여 1990년대 북한 경제 위기의 주된 요인으로 작용했다.

### 1994년 ~ 1997년, 소련의 붕괴와 고난의 행군
1989년 소련을 위시한 사회주의권의 붕괴로 북한의 경제난이 급속화되었다. 이러한 대외경제관계의 변화는 북한 경제에 심각한 타격을 주었다. 공장가동률이 10 - 30%로 하락하면서 노동자들은 공장에서 할 일이 없었을 뿐만 아니라 임금만으로 살 수 없는 상태가 되었다. 1995년 배급제가 붕괴하면서 북한 주민들은 기아로 죽어가기 시작했고 식량과 생필품의 대부분을 시장에서 구할 수 밖에 없게 되었다.
1995년 ~ 1997년의 시기는 북한에서 가장 어려운 고난의 행군 시기로 국가배급 및 공급체계가 중단되는 등 사실상 중앙계획체제가 붕괴된 시기였다. 장마당에서의 소득이 공장이나 협동농장 등의 생산단위에서의 임금의 수십 배를 뛰어넘으면서 경제생활의 중심이 중앙계획체제에서 장마당으로 이동했으며 시장경제가 활성화되었다. 이러한 주민들의 경제활동은 1998년 이후 북한의 경제회생을 가능하게 했던 요인이라 평가된다. 1998년 12월 북한 정부는 고난의 행군 종료를 선언하고 선군정치를 통한 강성대국의 건설을 발전전망으로 제시하면서 장마당과 농민시장에 대한 견제조치 및 노동자복귀명령 등 시장경제의 등장을 견제하는 등 보수적인 경제정책을 이어나갔다. 하지만 북한의 지하경제는 중앙계획경제가 제 역할을 못 할수록 그 규모를 확장해나갔다. 특히 고난의 행군 시기에는 공식 GDP가 비공식 부문은 전체 GDP 규모의 77%까지 증가하였다.
북한의 계획 경제 체제는 1990년대 와해되었고 2000년대부터 기존의 생산 및 분배 방식으로부터의 전환이라는 과도기적 상태를 걷고있다고 보여진다.

### 1998년 이후 시장경제와 계획경제의 적대적 공존
1990년대 시장경제의 활성화로 세력을 형성한 이들과 북한 지도부 세력이 경제적 힘의 균형을 이루게 되었다. 계획경제가 와해되자 주민들은 분산되어 각자의 생존을 도모한다. 시장의 영역이 계획 경제의 영역을 침범하는 것에 위기감을 느낀 북한 지도부는 화폐개혁이나 공개처형과 같은 방식으로 시장경제를 억누르려고 하나, 시장을 완전히 제거할 수 없기 때문에 시장과 정부는 적대적으로 공존하는 상황에 이르렀다. 북한은 1998년 9월 북한 사회주의 헌법 10차 개정으로 경제 관련 조항들을 수정하였으나 이것이 경제개혁과 시장개방을 위한 내용이었는지, 그 당시 시행될 정책 방향의 예시였는지에 대해서는 다양한 해석의 여지가 있다.
2009년 화폐개혁과 북한 원화의 가치 폭락은 시장경제를 강화하면서 계획경제로 돌아가기 어려운 상황을 만들었으며 이에 북한 최고권력자는 시장을 지도부와 관료들에게 분배하며 사회 경제적 자산을 정치적으로 분배해나갔다.
2000년대 북한의 핵실험 등으로 인한 미국과의 관계 경색 등 대외상황의 악화로 인해 북한은 기존의 중공업 중심의 경제 노선을 계승한 국방산업과 경공업·농업 동시발전 노선을 채택했고 김정은 체제는 핵무력 - 경제 병진 노선을 채택하면서 핵능력을 지속적으로 증강하고 있다.
국가계획초과 달성 유도를 위해 공장기업소는 기본 제품의 부산물로 생산된 생필품의 30% 한도 내에서 시장판매를 허용하고 있다.
번수입은 현물지표별 계획에 따르는 수입뿐만 아니라 계획외의 수입도 포함된다는 것이고 계획외의 수입이 중시되어야 할 부분이다. 물론 계획외의 수입만 추구하는 것을 방지하기 위하여 계획을 수행한 다음에 추가로 생산되는 계획외 수입을 평가실적에 인정해준다는 단서가 달려있으며 즉 현물지표별 계획을 수행하였을 때에는 번수입계획수행률을 그대로 인정하지만 현물지표별 계획을 수행하지 못하였을 때에는 범칙금을 계산하여 번수입계획수행률에서 떼고 평가한다.
사회주의상업법 제81조는 상점, 식당, 서비스업소 등을 운영하려는 기업소 등은 중앙상업지도기관의 승인 대신, 해당 상업지도기관의 영업허가를 받도록 명시하고 있다. 일반상점은 기존 국영상점을 기관, 기업소에 임대하여 자율 운영토록 한 위탁상점과 기관, 기업소가 개설한 직매점으로 구분되고 있으며 국가는 일부 실적이 부진한 국영상점의 운영권을 능력이 있는 기관, 기업소에 이관하여 국영상점과 일반상점간 경쟁을 유도하고 있다. 영업이 부진한 일부 국영상점을 기관, 기업소, 인민반에 임대 및 분양하고 대신 임대료를 징수하고 있으며 가격은 국가계획에 따라 유통되는 상품의 경우에는 국정가격으로 판매하나 비계획상품의 경우에는 합의가격 형식으로 판매한다. 개인명의 상점운영은 불허하고 있으나 일부 자금력이 있는 개인은 기관, 기업소 명의를 이용하여 실질적으로 직접 운영하는 사례가 있으며 즉, 자금력을 갖춘 주민이 기관, 기업소로부터 맥주집, 가라오케, 목욕탕, PC방 등을 임대하여 운영하거나 신규 개업하는 현상이 발생하고 있다.
무역법은 대외무역을 확대하기 위해 국가납부금이나 관세의 합리적 조절, 장려금의 적용 등과 같은 무역촉진정책을 담고 있으며 예컨대 수출기지를 새로 조성하거나 첨단기술제품 즉 마이크로프로세서나 컴퓨터, 소프트웨어, TV 등 국제시장에서 경쟁력이 높은 제품을 개발하여 판로를 개척한 무역회사에게는 특혜를 주도록 하고 있다. 일반 경제단위가 국제시장에서 경쟁력이 있는 새로운 제품, 기술, 서비스 원천을 개발하였을 경우 무역거래자격을 받을 수 있도록 했으며 전문 국영무역회사에 의한 독점체제를 무너뜨리고 무역의 주체를 확대하면서 일정한 조건을 마련한 북한의 기관, 기업소, 단체는 모두 무역회사 설립을 신청할 수 있도록 하면서 북한 무역관리체제의 자율성을 높였다.
무역 자유화에 따라 무역회사가 수출로 벌어들인 현금을 20%까지 보유할 수 있던 것을 40%까지 보유 한도액을 대폭 높였으며 이를 확대 재생산이나 임금을 대폭 인상할 수 있다. 실제로 CEO를 민간인을 선임하는데 대략 돈주나 혹은 기술관료들을 영입하는 경우가 많고 특히 경영을 맡기는 경영 청부 방식을 쓰고 있다.
무역 분권화에 따라 국가계획위원회는 중요물자의 지표만 밝힌 종합적 무역계획만을 세우고 이 계획에 포함되지 않는 수출입 지표는 해당 기관, 기업소, 단체와 무역회사가 정하도록 하였다.

### 2009년 화폐개혁과 반개혁 조치
뙈기밭은 결국 2009년 협동농장에 강제 귀속되었으며 2009년 11월 30일 화폐개혁이 전격적으로 단행되었다. 가구당 10만원까지 100대 1의 비율로 구권을 신권으로 강제 교환하도록 하고 나머지 돈은 모두 은행에 예금하게 했으며 은행에 예금하지 않은 구권은 모두 무효화했다. 2010년 1월 1일부로 민간인과 기업, 외국인 등 모든 외화사용을 전면 금지하고 내국인 및 내국 기업은 보유한 외화를 모두 원화로 교환하도록 했다. 근로자 임금 및 농민 결산금은 구권 액면가대로 지급함으로써 이들의 생활비가 100배 인상되는 효과가 나타나도록 했다.
북한 정부에 의해 이뤄진 화폐개혁과 외화사용금지 조치로 시장거래가 중단되었으며, 시장에 의존해 생활하던 주민들의 불만이 고조되었다. 일반 상인들의 거래와 자본 축적에 사용되었던 구권 원화가 신권으로 강제 교환되고 근로자 임금과 농민 결산금이 역면가대로 지급되면서 소규모 상인들이 가진 자본 가치가 급락함에 따라 이들의 항의가 이어졌다.
화폐개혁 이후 원화 보유에 대한 불안이 증가하면서 경제활동에 있어 자국 통화가 아닌 달러화를 사용하려는 경향이 증가했고, 이에 따라 북한 원화의 가치는 더 낮게 평가될 수밖에 없었다.
2천여 명이 아사했으며 2010년 2월 평안도의 순천, 덕천, 평성의 순서로 수천 명이 사망했다. 신의주에서는 300여 세대에서 아사자가 발생했다. 결국 2010년 2월 김영일 총리가 사과하고, 북한 정부가 박남기 조선로동당 계획재정부장을 처형하며 외화사용 금지조치를 철회하였다.
2012년 6월 28일에는 가변적인 기준 가격 방식 즉 시장가격으로 전환하기 위한 사업을 시범적으로 실시할 것에 대한 지시가 내려졌고, 같은 달에는 공장기업소의 수입분배를 소득분배방법으로 전환하는 사업을 시범 단위에 시행하도록 하는 지시가 내려졌다. 또한 부문별로 시범적으로 새로운 제도가 도입되었는데, 2012년 9월에는 상업 부문에 우선적으로 도입하였고 조선민주주의인민공화국 주민들의 종합시장 판매를 영구적으로 허용하였으며 2013년에는 농업부문에 실험적으로 적용하였다.

### 2012년 ~ 2014년, 부분적 독립채산제 및 경제개혁조치 시범 실시
중앙지표의 수를 30%로 줄이고, 성 및 관리국 지표를 폐지하였으며, 기업소 지표인 액상지표를 도입하였고 관련 법규는 계획지표를 중앙지표, 지방지표, 기업소지표로 구분한 인민경제계획법 제13조와 기업에 계획권을 부여하여 계획 수립 과정에서부터 기업의 권한을 확대한 기업소법 제31조이다. 전략지표와 중요지표를 제외한 지표는 기업소 지표인 액상지표인데, 기업소 지표는 지표 수로 전체 지표의 70%에 해당하며 생산에 필요한 원료와 자재를 중앙지표는 국가계획위원회에서, 지방지표는 지방인민위원회에서 책임지고 공급하는 것을 원칙으로 해야 하면서 기업이 계획 수행 과정에서 필요한 원료와 자재를 충분히 공급받지 못하였을 때에는 계획을 완수하지 못한 것에 대해서 기업이 책임지지 않는다고 밝혔다. 계획 수행 평가에서도 국가가 공급하지 못한 원료, 자재에 대해서는 그 공급 정도에 따라 평가한다는 것이다.
확대된 가격 제정권에 의해서 국영 기업은 국가가 원료, 자재를 공급해주지 못하여 기업이 자체적으로 원료, 원천을 찾아 생산한 모든 제품에 대해 독자적인 가격 제정권을 갖는다고 한다. 즉, 기업소 지표로 생산한 제품만 아니라 국가 계획 위원회와 도 – 시 – 군 인민위원회에서 시달하는 지표라도 국가 등이 원료, 자재를 제대로 공급하지 못하여 기업이 자체적으로 원료, 자재를 구입하여 생산한 제품, 그리고 수요자와 주문 계약하여 생산한 제품 등 기업소 지표 가격 제정 표준 세칙에 규정한 모든 상품에 대해서 가격을 제정할 수 있게 하였다.

### 2014년 ~ , 5.30 담화 발표 및 사회주의 기업 책임 관리제 실시
2014년 5월 30일 김정은이 담화로 발표를 하였고 이 내용은 사회주의의 유지와 성과적으로 실현을 위해 우리식 경제관리방법을 확립하여야 한다고 말하였고 조선민주주의인민공화국의 일꾼이 경제관리방법을 개선한다고 하면서 제나름대로 사회주의 본성에 어긋나지 않도록 하는 김일성과 김정일이 이룩한 업적을 훼손시키지 말아야 한다고 말하였다.
사회주의 기업 책임 관리제는 공장기업소와 협동단체들이 생산수단에 대한 사회주의적 소유에 기초해 실제적인 경영권을 갖고 기업활동을 창의적으로 해 조선로동당과 국가에 임무를 수행하며, 근로자들이 생산과 관리에서 주인이 되는 기업관리방법이다.
생산 조직권은 노동자를 줄이거나 늘리며, 노동자를 새로 받아들이거나 내보내는 권한을 의미하는데, 시장경제에서의 통상적인 고용과 해고의 권한과는 내용이 다르다.
북한 국영기업에서 노동자를 내보내는 것은 해고하는 것이 아니라 이 노동자를 받을 의사가 있는 다른 국영기업에 노동자를 보내는 것을 의미하며 이런 점에서 기업에 생산 조직권을 부여하였다는 것은 개별적인 노력이 불필요하거나 남을 때에 기업 상호간에 합의하여 노력을 내보내거나 받아들이는 조절 사업을 할 수 있도록 하였다.
기업 사이에 노동자를 주고받는 것은 가능하였지만 다만 노동행정기관의 승인을 받는 등 절차가 매우 복잡하였고 하지만 노동자를 주고받는 기업 간에 합의만 이루어지면 노동행정기관이 생산 파견장을 발급해 주도록 제도를 간소화했다.
기업이 매각하거나 임대할 수 있는 고정자산은 기업의 자체자금으로 설치된 고정자산에 한정된 것으로 국가자금으로 설치된 고정자산의 경우 그 처분권은 국가에 있으며 생산을 위한 자재나 생산된 제품 등 유동자산뿐만 아니라 설비와 같은 고정자산에 대해서도 투자 재원에 따라서 재산권에 일정한 차이를 두었다.
2019년 3월 6일부터 일부 협동농장에서 실시하는 포전 담당 책임제는 토지 임대료를 수매가의 4배로 받는 대신 수확량의 30%만 당국에 바치도록 하는 것이며 협동농장 농민은 수확량의 70%를 농민이 가져갈 수 있으며 평당 북한 원화 2,000원을 선불로 내기 때문에 1,000평 단위로 계산을 하면 200만 원의 임대비가 든다고 밝히고 있고 특히 250달러의 외화가 필요하다.
2015년 무역법을 보면 무역 허가의 취득 과정을 보면 종전에는 우선 무역회사를 설립하고 그 다음에 영업허가를 얻었으나 2015년부터는 무역회사를 설립하지 않고도 개별 기관, 기업소, 단체가 무역영업허가를 획득할 수 있게 되었다.
그리고 김정은이 비준을 하면 그 시점부터 대외무역 영업허가를 취득한 것으로 되고 특히 한편 무역계획 검토기준은 △수출품 생산 공장 보유 여부 △수출품 생산공장의 생산 능력 및 실적 △당 및 국가 정책과의 부합 여부 △환경 보호 등으로 간소화가 되었다.

## 영역

### 중공업
천연자원이 부족했던 북한은 각종 원자재를 자체적으로 얻고 이를 통해 자체적으로 순환하는 중공업을 집중적으로 육성하고자 했다. 한정된 천연자원으로 중공업과 국방산업 등에 편중된 투자는 경공업과 농업의 발전을 저해시켰으며 중공업조차 자체기술에 의존해왔기 때문에 낮은 생산성을 보이고 있다. 상대적으로 비철금속과 화학비료의 생산성은 높은 편이나 자동차의 경우 남한의 0.8%에 불과하다. 중화학공업에 집중적으로 투자되었으나 주요 산업부문의 경우 남한의 10%미만의 생산율을 보이고 있다.

### 에너지
북한의 전력난은 경제재건전략 추진의 가장 큰 걸림돌로 작용하고 있다.
북한은 중공업과 군수산업 중심의 에너지 다소비형 산업 구조를 가지고 있어 북한의 경제 성장과 전력은 밀접한 연관성을 가지고 있다. 북한 경제는 1980년 ~ 1989년 동안 연평균 3.0%와 3.6%의 경제성장률과 발전량을 보인 반면 북한 경제가 마이너스 성장을 보였던 1990년과 1998년은 -3.8%와 -5.8%의 경제 성장을 보였다. 북한의 전력난 원인은 중공업 및 군수산업 위주의 에너지 다소비형 산업구조, 송배전 체계의 불안, 설비의 노후화, 에너지 공급감소 등으로 들 수 있다.
석탄 및 수력에 대한 에너지 생산체계의 지나친 의존, 자율성 없는 사회주의 제도가 복합적으로 에너지 위기를 자초하였고 에너지 효율과 경제성을 고려하지 않은 에너지 자립 정책은 석탄 생산을 저해함으로써 전력생산에 차질을 일으켰다. 동시에 석탄 위주의 산업구조는 공업 생산 가동률의 저하로 나타났다. 가정용 전기에서부터 산업용 전기에 이르기까지 북한의 전력난은 심각한 편이며 가정용 전기의 경우 1990년대 이후 국가가 아닌 개인이 해결해야 할 영역이 되었으며 경제적 파급효과가 큰 산업용 전기에 비해 논의도 부족한 실정이다. 가정용 전기는 전체 전력 수요량의 32.8% 정도만이 소비되고 있으며 이는 남한 소비전력의 7.2%에 불과한 수준이다.
또한 전력 공급 중단되었을 때 자체 발전을 통해 전력 공급을 하는 곳은 14.9%에 불과하다. 북한 전력 수급의 60%를 담당하는 수력 발전의 경우 가뭄과 겨울철 갈수기 등 기상 여건에 따라 전력 생산이 불안정하다.
정부의 전력 공급에 대한 기대가 감소하면서, 가정용 전력 공급은 일부 가정에서의 태양광 발전기 설치를 통한 의존율이 높다. 북한 정부는 가정용 전기에 대해 태양광 발전 이용을 권장하고 있다. 북한에서 태양열 발전 설비는 국제 제재의 대상이 아니라 중국에서의 수입이 자유롭기 때문에 주로 가계의 여유가 있는 가정에서 이용되고 있다.

### 농업
1990년대 장기적인 경제침체를 겪은 북한은 비료, 농약, 농기계 부품, 농업용 유류 등의 부족으로 농업생산성이 크게 저하되었다. 2000년대 식량 확보를 위해 이모작 재배와 관개사업을 추진했으나 만성적인 식량부족문제를 해결할 순 없었다. 북한의 농촌인구는 1985년 795만명에서 2014년 938만명으로 30년간 20% 이상 증가했으나 농업에 종사하고 있는 인구는 1985년 336만 명에서 2014년 294만 명으로 13% 감소했다. 산업생산활동에서 농업부문이 차지하는 높은 비중은 북한 산업구조의 후진성을 반영하는 것으로 해석할 수 있으며 반면 농지면적에 비하여 증가한 농촌가구의 증가에 가구 당 경지면적은 면적은 1985년 1.27ha에서 2008년 0.96ha로 감소된 것으로 나타나고 있다.
1990년대 이전에는 농업부문에서의 개혁은 존재하지 않았다. 1990년대 이후부터 농업생산량 확대를 위해 농업 인센티브, 협동농장의 자율성 강화 등의 방법으로 생산성 향상을 도모했다. 1996년 분조관리제를 실시하고 1999년부터 벼나 옥수수 뿐만 아니라 상황에 따라 감자나 약초 등을 재배할 수 있도록 허용했다. 2001년 조선민주주의인민공화국은 7·1 경제개혁조치를 통해 기존 한 개인이 경작할 수 있는 30 - 50평에서 400평까지 경작할 수 있도록 허용하고 배급제를 폐지하였으며 기존의 70 - 80%를 국가에서 납부하던 것을 50 - 60%만 납부하도록 하여 자율 처분량이 늘어났다. 하지만 러시아의 한국학자 안드레이 란코프의 경우 북한 정부나 간부들에 의해 이러한 비율이 지켜지지 않을 가능성이 있다고 밝혔다.

### 경공업
북한의 경공업은 소비재를 공급하는 부문으로 일반생활에 필요한 용품을 생산하는 것으로 정의된다. 북한 경공업 정책의 목표는 자립적이며 현대적인 경공업의 건설이나 중공업을 집중적으로 투자하고 있는 한편 경공업은 낙후될 수밖에 없었다. 그 결과 주민들은 생필품 부족현상을 겪게되었다.
한편, 식품가공업은 생산활동이 보도된 기업의 비중이 53.1%로 전체 기업 평균은 물론 경공업 평균에도 크게 미치지 못하고 있고 이는 이 업종에서 설비가 열악하거나 생산여건이 좋지 않은 기업을 방치함으로써 사실상 구조조정을 추진하는 동시에 새로운 기업을 설립하거나, 기존 기업에 추가적인 투자를 함으로써 생산을 증대하려는 정책이 시도되고 있음을 의미한다고 볼 수 있다.

## 같이 보기
- 북한의 불법행위
- 천리마 운동

## 참고자료
- 이석기 (2003년 12월 1일). 북한의 기업관리체계 및 기업행동양식 변화 연구 (보고서). 북한과학기술네트워크. 2020년 7월 29일에 확인함.
- 권영경 (2006년 1월 13일). “북한의 최근 경제개혁 진행동향에 대한 분석”. 《수은북한경제》 (한국수출입은행 남북협력기획실) 7 (1): 1-29. ISSN 2671-9169.
- 임수호; 최유정; 홍석기 (2015년 12월 30일). 《북한 경제개혁의 재평가와 전망: 선군경제노선과의 연관성을 중심으로》. KIEP 대외경제정책연구원.

- 《북한의 경제》. 경인문화사. 2006년 11월 25일. ISBN 8949904381.
- 북한의 위기대응과 수령 체제의 변천 분석 : 독재정권의 생존전략을 중심으로 (PDF) (보고서). 통일부. 2016년 5월 2일. 2017년 10월 3일에 원본 문서 (PDF)에서 보존된 문서.
- “북한의 시장 경제화 규모 추정과 평가” (PDF). 《통일경제》. 2008년 12월 31일.[깨진 링크(과거 내용 찾기)]
- “북한의 경제질서 재편과 '관료적 시장의 형성”. 《북한연구학회》 20 (1).
- “북한의 화폐금융 현황 및 최근의 금융조치 평가:인플레이션·달러라이제이션·사금융을 중심으로”. 《북한연구학회》 19 (2).
- “북한과 중국의 계획화시스템의 비교”. 《한국경제학회》 49 (1). 2001년 2월 28일.
- 3대 권력세습 등장 관련 북한 과학기술 및 경제 회복 가능성 연구 (보고서). 통일부. 2011년 11월 30일. [깨진 링크(과거 내용 찾기)]
- 북한의 전력난 현황과 남북 협력 방안 (PDF) (보고서). 현대경제연구원. 2015년 6월 17일.[깨진 링크(과거 내용 찾기)]
- 북한 경공업 현황 및 향후 발전과제 (보고서). 한국수출입은행. 2009년 11월 30일.
- “김정은 체제의 핵정책과 우리의 대응방향”. 《KDI 북한경제리뷰》. 2014년 10월.